# Larissa Nüsser
Larissa Nüsser (Born, 8 februari 2000) is een Nederlandse handbalster die uitkomt in de Roemeense eredivisie voor Gloria 2018. Ze werd met de Nederlandse ploeg wereldkampioen in 2019.
Ze speelde sinds 2018 in de Deense Damehåndboldligaen voor København Håndbold en vanaf de winter van 2022 voor Odense Håndbold. In 2024 stapte ze over naar de drievoudig Europese kampioensclub Vipers Kristiansand uit Noorwegen. Na het faillissement van die club in januari 2025, ging ze naar het Roemeense Gloria 2018.

## Individuele prijzen
- All-Star Team middenopbouw van het Europees kampioenschap onder 19: 2019
- Speelster van het jaar van de Eredivisie: 2016/2017
- Speelster van het jaar van het Nederlands Handbal Verbond: 2015/2016

## Privé
De vader (Harold Nüsser) en moeder van Larissa Nüsser speelde op hoog niveau handbal. De zus van Larissa Nüsser (Chiara Nüsser) speelt sinds 2020 bij Initia Hasselt. Larissa's opa (Jo Nüsser) floot op hoog niveau.